# Схід-Захід: історико-культурологічний збірник
«Схід-Захід: історико-культурологічний збірник» — міждисциплінарний історико-культурологічний часопис, присвячений проблемам пошуку місця України у цивілізаційному діалозі східної та західної культур.
Більшість випусків спеціально присячені певним темам (Порубіжжю, Імперіям та Націям на кордонах Європи, університетам та націям в Російській імперії, усній історії як напрямку історичних досліджень, історичній пам"яті у посттоталітарних суспільствах тощо).
10 листопада 1999 року збірник внесений ВАК України до Переліку наукових фахових видань з культурологічних наук та Переліку фахових видань з мистецтвознавства, 11 жовтня 2000 року також внесений до Переліку фахових видань з історичних наук.